# William Lyttelton (3e baron Lyttelton)
Pour l’article homonyme, voir William Lyttelton.
William Henry Lyttelton, 3e baron Lyttelton (3 avril 1782 - 30 avril 1837) est un homme politique whig anglais de la famille Lyttelton.

## Jeunesse
William Lyttelton est le fils de William Lyttelton (1er baron Lyttelton), de son deuxième mariage avec Caroline, fille de John Bristow de Quiddenham, Norfolk. Il fait ses études à la Rugby School puis est inscrit à la Christ Church, à Oxford, le 24 octobre 1798, obtenant son baccalauréat ès arts (BA) le 17 juin 1802 et sa maîtrise en arts le 13 décembre 1805 et son doctorat en droit civil (DCL) à l’occasion de l’installation de Lord Grenville en tant que chancelier de l’Université d'Oxford.

## Carrière politique
Il se présente sans succès pour le Worcestershire en mars 1806, mais est élu l'année suivante et représente le comté jusqu'en 1820 pour le parti Whig. Son premier discours est prononcé le 27 février 1807 en faveur du rejet de la pétition de Westminster; et le 16 mars, il présente une motion (rejetée par 46 voix) déplorant la substitution de l'administration du duc de Portland à celle de Lord Grenville. Il attaque les nouveaux ministres, en particulier Spencer Perceval, pour fanatisme.
Il sent la jalousie des whigs de l’influence de la cour. En soutenant le projet de loi de John Christian Curwen sur la prévention de la vente de sièges, il suggère que le duc d’York et Albany a en quelque sorte corrompu des députés; et parlant des résolutions budgétaires de 1808, il déclare croire que l'influence de la Prérogative royale s'est accrue. Le 4 mai 1812, dans un débat sur le projet de loi sur les postes du Royal Sinecure, il déclare que le prince régent est entouré de favoris. Néanmoins, Lyttelton en 1819 pense qu'il faut s'opposer à la "faction révolutionnaire des radicaux". Au cours de la même session, il pense qu'une enquête est nécessaire sur le massacre de Peterloo.
Il plaide en faveur de l'abolition du système des garçons grimpeurs qui ramonent les cheminées et s'est fortement opposé à la taxe foncière. Il appuie la requête de Richard Brinsley Sheridan du 6 février 1810 contre l'ordre permanent visant à exclure les étrangers de la chambre. Au cours de la même session, le 16 février, il s’oppose au vote d’une rente au duc de Wellington. Il critique vivement le projet de loi Alien en 1816 et 1818.
À la mort de son demi-frère George Lyttelton (2e baron Lyttelton), le 2 novembre 1828, il lui succède à la Chambre des lords, sans beaucoup participer aux débats. Le 6 décembre 1831, il prononce un discours en faveur du projet de loi sur la réforme lors du débat sur le discours du trône. Il est nommé Lord Lieutenant du Worcestershire le 29 mai 1833.
Il meurt le 30 avril 1837, à Green Park, à Londres, chez John Spencer (3e comte Spencer), son beau-frère, à l'âge de 55 ans.

## Travaux
Les lettres de Peter Plymley de Sydney Smith ont été pendant un certain temps attribuées à Lyttelton avant que leur auteur ne soit connu. En août 1815, grâce à son amitié avec le capitaine, il obtint un passage à bord du HMS Northumberland de Portsmouth à Plymouth, pour assister au départ de Napoléon en exil Il a imprimé à titre personnel 52 exemplaires du récit Un récit de la venue de Napoléon Buonaparte à bord du HMS Northumberland, 7 août 1815; avec des notes de deux conversations tenues avec lui. Il a également imprimé un catalogue d'images chez Hagley (date de publication inconnue) et publié Private Devotions for School Boys.

## Famille
Il épouse Sarah Spencer, fille de George Spencer (2e comte Spencer), le 4 mars 1813; décédée le 13 avril 1870, elle est gouvernante des enfants de la reine Victoria et sa dame de compagnie. Ils ont trois fils et deux filles :
- Caroline Lavinia Lyttelton (1er février 1816 - 8 avril 1902)
- George Lyttelton (4e baron Lyttelton) (31 mars 1817 - 19 avril 1876), il épouse Mary Glynne le 25 juillet 1839. Ils ont douze enfants. Il se remarie avec Sybella Harriet Clive le 10 juin 1869. Ils ont trois filles
- Spencer Lyttelton (19 juin 1818 - 4 février 1889) épousa Henrietta Cornewall le 10 août 1848. Ils ont un fils.
- William Henry Lyttelton (3 avril 1820 - 24 juillet 1884) épouse Emily Pepys le 28 septembre 1854. Il se remarie avec Constance Yorke le 5 février 1880.
- Lavinia Lyttelton (1821-3 octobre 1850) épouse le révérend Henry Glynne recteur de Hawarden[2] le 14 octobre 1843. Ils ont quatre enfants.